# Манноя, Фьорелла
Фьорелла Манноя (итал. Fiorella Mannoia; род. 4 апреля 1954 года) — итальянская певица и бывшая каскадёрша.

## Биография

### Карьера в кино и начало музыкальной карьеры
Отец Фьореллы был каскадёром. Вместе со своим братом Маурицио и сестрой Патрицией она продолжала деятельность отца, работая в каскадёршей и дублёршей в кино. Это продолжалось до тех пор, пока время съемок одного из фильмов Фьорелла не получила серьёзные повреждения и не попала на больничную койку. После этого Фьорелла решила оставить опасную профессию и заняться музыкальной карьерой.
Началом музыкальной карьеры Фьореллы считается 1968 год, когда она приняла участие в Фестивале Кастрокаро.

### Долгожданный успех на Санремо
В феврале 2017 года Фьорелла приняла участие в 67-м Фестивале Сан-Ремо с песней « Che sia benedetta». В финале фестиваля Фьорелла заняла второе место, уступив Франческо Габбани. До 2017 года Фьорелла трижды принимала участие в фестивале в качестве конкурсанта, но подняться выше 10-го места в турнирной таблице ей не удавалось.

## Дискография

### Студийные альбомы
- 1972 — Mannoia Foresi & co.
- 1983 — Fiorella Mannoia
- 1985 — Premiatissima
- 1985 — Momento delicato
- 1986 — Fiorella Mannoia
- 1988 — Canzoni per parlare
- 1989 — Di terra e di vento
- 1992 — I treni a vapore
- 1994 — Gente comune
- 1997 — Belle speranze
- 2001 — Fragile
- 2006 — Onda tropicale
- 2008 — Il movimento del dare
- 2009 — Ho imparato a sognare
- 2012 — Sud
- 2013 — A te
- 2016 — Combattente
- 2019 — Personale

### Концертные альбомы
- 1999 — Certe piccole voci
- 2002 — In tour (совместно с Пино Даниеле, Франческо Де Грегори и Роном)
- 2004 — Concerti
- 2010 — Il tempo e l’armonia
- 2012 — Sud il tour

### Сборники
- 1984 — Fiorella Mannoia
- 1987 — Tre anni di successi
- 1990 — Fiorella Mannoia
- 1990 — Canto e vivo
- 1990 — Basta innamorarsi
- 1991 — Così cantiamo l’amore (совместно с Орнеллой Ванони)
- 1991 — Come si cambia
- 1992 — Come si cambia '77-'87
- 1993 — Le canzoni
- 1996 — Le origini
- 1997 — Il meglio
- 1998 — I grandi successi
- 1998 — I primi passi (совместно с Аличе)
- 2001 — I grandi successi originali
- 2001 — I miti musica
- 2004 — Trilogy box
- 2006 — Emozioni & Parole
- 2007 — Canzoni nel tempo
- 2009 — Gli album originali
- 2010 — Capolavori
- 2013 — Quattro album originali
- 2013 — Le mie canzoni
- 2014 — Fiorella
- 2015 — Best of